# Doenças infectocontagiosas e audição
Doenças infectocontagiosas e audição referem-se à relação entre infecções causadas por agentes etiológicos e o impacto que elas podem ter na saúde auditiva. Essas doenças podem ser responsáveis por perdas auditivas de origem genética, congênita ou adquirida. Os agentes infecciosos estão entre os fatores etiológicos mais comuns para a perda auditiva congênita ou adquirida, contribuindo para mais de 25% dos casos de perda auditiva profunda diagnosticados na população geral.
A insuficiência auditiva pode ser oriunda de dano na orelha externa e média, ocasionando perda auditiva leve (20 a <35dB) à moderada (35 a < 50 dB), ou da orelha interna, causando perda auditiva sensorioneural moderada  (35 a < 50 dB) à profunda ( 80 a < 95 dB). Durante a gestação, infecções de orelha interna por toxoplasmose, sífilis, citomegalovírus e rubéola são as razões mais comuns de surdez congênita. Quanto ao lactente e pré-escolar, há possibilidade da surdez profunda ser uma complicação de meningite.
Infecções bacterianas da orelha média durante a infância são responsáveis por grande parte das perdas auditivas leves, no entanto, mesmo com grau leve, há interferência do desenvolvimento normal da fala. Na infância e na fase adulta, infecções virais associadas a dano na orelha interna com perda auditiva moderada à profunda merecem maior ênfase.

## Principais Doenças

### Meningite

Meninges do sistema nervoso central: dura-máter, aracnoide e pia-máter

A meningite é uma doença que afeta o sistema nervoso, descrita por um processo inflamatório das meninges, continuamente gerada por bactérias ou vírus.
Esta inflamação pode levar a lesões nos nervos cranianos, que são responsáveis pela inervação de cabeça, pescoço, controle dos movimentos oculares, músculos faciais, audição dentre outras funções. A perda da audição e sintomas visuais podem permanecer após um quadro de meningite.
A perda auditiva originada após um quadro de meningite bacteriana está relacionada à propagação da infecção ou do processo inflamatório para o canal auditivo e do aqueduto coclear.
Além disso, uma labirintite purulenta ou serosa pode provocar o aniquilamento dos receptores sensoriais do VIII nervo de forma parcial ou completa. As de forma serosas são capazes de provocar uma perda auditiva temporária, já uma infecção local será capaz de provocar uma perda auditiva permanente. Outros mecanismos possíveis englobam a lesão direta da fibra nervosa, dano isquêmico secundário e acometimento das vias auditivas centrais.
Estudos apontam que os danos auditivos pós meningite podem suceder por diferentes mecanismos, como a lesão direta da cóclea pela bactéria e/ou suas toxinas, resposta do próprio organismo ou mesmo a ação dos medicamentos utilizados para o tratamento. Em geral, a perda tem início pouco tempo após o começo da infecção, sendo bilateral, do tipo neurossensorial, de grave intensidade e irreversível.

### Toxoplasmose

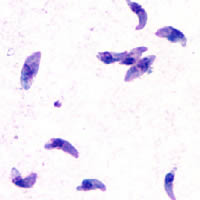
Protozoário da Toxoplasmose

A toxoplasmose é uma infecção provocada por um protozoário “Toxoplasma Gondii”. Sua transmissão pode ocorrer de forma oral adquirida através da ingestão de alimentos e água contaminados, congênita durante a gestação e existem formas raras como na inalação de aerossóis contaminados, transfusão sanguínea, transplantes de órgãos e inoculação acidental.
Estudos brasileiros apontam uma prevalência da toxoplasmose congênita entre 0,6-1,3/1.000 nascidos vivos em diferentes regiões do país. O parasita atinge o bebê por via placentária, ocasionando danos de diferentes graus de gravidade, podendo resultar em morte fetal.
A doença é um potencial indicador de risco para perdas auditivas sensorioneurais; o déficit auditivo tem sido relatado em cerca de 20% dos casos, principalmente em crianças não tratadas, ou tratadas por um período muito curto.
A presença de alteração retrococlear é significativamente elevada em crianças expostas a toxoplasmose durante a gestação, sendo um fator de risco para alterações de processamento auditivo e de linguagem. Tal alteração pode estar relacionada à resposta inflamatória pós natal do meato acústico interno a presença do T. gondii, lesando o nervo vestibulococlear que se encontra no meato acústico interno.
Desta forma, a criança com toxoplasmose congênita, mesmo tratada precocemente, necessita ser acompanhada por equipe multidisciplinar ao longo do seu desenvolvimento, de forma a detectar precocemente as alterações de processamento auditivo e linguagem, que podem repercutir negativamente no aprendizado escolar.
Em contrapartida, outros autores não têm identificado a associação entre a parasitose e hipoacusia, assim persistindo dúvidas sobre a regularidade com que a toxoplasmose pode levar a déficit auditivo.
O comprometimento auditivo causado pela toxoplasmose adquirida é muito raro. Além disso, esta relação tem sido muito pouco estudada, consequentemente sua causa e efeito ainda não estão estabelecidas.

### Sífilis
A sífilis é uma infecção sexualmente transmissível (IST), que tem como agente causador uma bactéria, a Treponema pallidum, capaz de se espalhar no corpo humano por meio de pequenos cortes na pele ou através das mucosas.

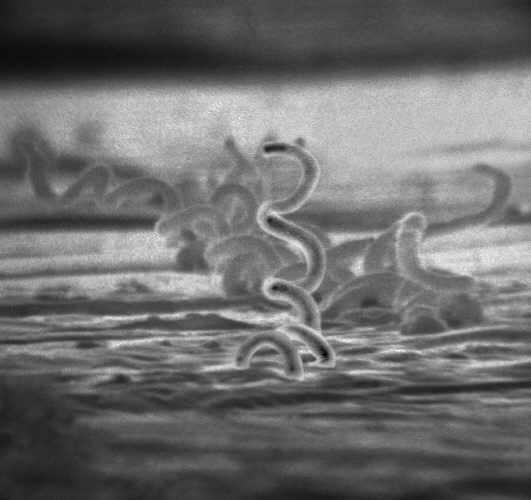
Micrografia eletrónica da bactéria Treponema pallidum

A sífilis congênita foi praticamente erradicada, contudo, nos últimos dez anos, um número considerável de casos de sífilis gestacional vem ocorrendo no país. Em 2018, a estimativa de identificação de sífilis em gestantes foi de 21,4/1.000 nascidos vivos e a ocorrência de sífilis congênita de 9/1.000 nascidos vivos. Essa desproporção entre gestantes com sífilis e recém nascidos com sífilis congênita ocorre em razão de que, apesar da gestante estar infectada, o feto não necessariamente estará contaminado.
No período neonatal, a exposição a sífilis é apontada como um indicador de risco para a perda auditiva, por afetar a orelha interna, ocasionando periostite, atrofia do órgão de Corti e hidropsia endolinfática do labirinto membranoso. Estas alterações podem afetar principalmente, o gânglio espiral e fibras nervosas do oitavo par, acarretando perda auditiva do tipo sensorioneural.
Estatisticamente, a ocorrência de perda auditiva na sífilis congênita varia de 25 a 38%. Nestes casos, a perda é irreversível, de instalação súbita ou progressiva, unilateral ou bilateral. Em geral, de grau moderado a severo, com impactos significativos para a inteligibilidade da fala, conforme a evolução da doença. A sífilis também pode levar à perda auditiva, tardiamente, em torno dos dois anos de idade.

### Caxumba

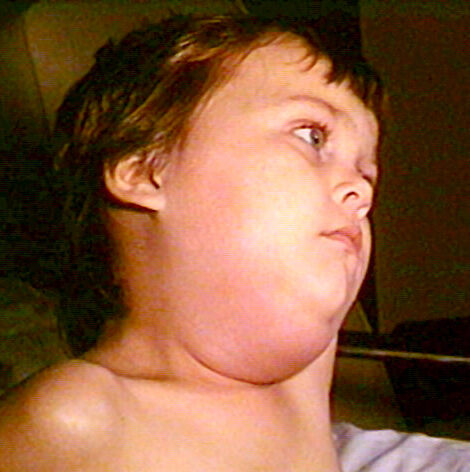
Infecção viral ocasionada pela Caxumba; As parótidas infectadas são o sintoma mais característico da doença

A caxumba é uma infecção viral que afeta as glândulas salivares, sendo transmitida através da saliva contaminada. A doença pode ocasionar complicações sérias caso não seja tratada de forma correta, entre elas, a perda auditiva.
Do mesmo modo que outras infecções virais, a caxumba pode provocar dano ao ouvido interno. Esse processo infecto-inflamatório pode acarretar uma perda auditiva parcial ou total, muitas vezes, irreversível.
Tem predileção pela membrana de Reissner, membrana tectorial, stria vascularis e células basais do utrículo e sáculo. O vírus se dissemina pela estria vascular, depois para a perilinfa, produzindo fibrose intra labiríntica, com degeneração do órgão de Corti e comprometimento da região basal. Apresenta-se como uma perda auditiva importante, habitualmente do tipo sensorioneural, unilateral, com ocorrência de 5/100.000 nascidos vivos.
Ainda que a incidência de casos de perda auditiva em consequência da caxumba seja baixa, é importante estar atento a sintomas como sensação de pressão nos ouvidos, perda súbita de audição ou zumbido intenso, que podem apontar um comprometimento da audição devido a doença.

### Sarampo
O sarampo é uma doença infecciosa grave e altamente contagiosa, provocada por um Morbilivirus, sua transmissão ocorre diretamente, de pessoa a pessoa, geralmente por tosse, espirros, fala ou respiração, por isso a facilidade de contágio da doença. Além de secreções respiratórias ou da boca, também é possível se contaminar através da dispersão de gotículas com partículas virais no ar, que podem perdurar por tempo relativamente longo no ambiente, especialmente em locais fechados como escolas e clínicas.

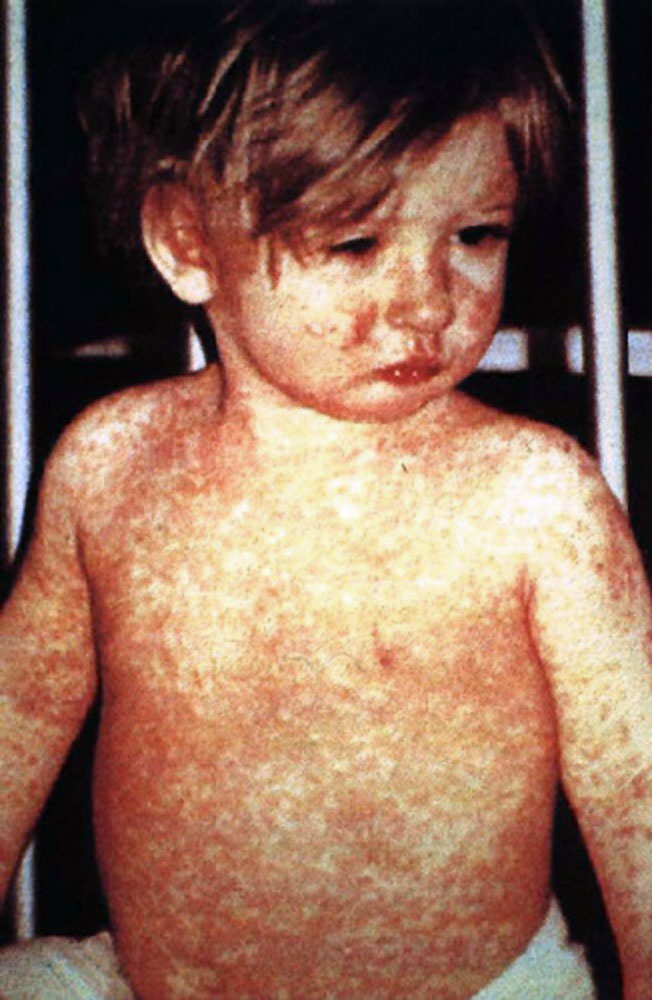
Criança infectada pelo vírus causador do Sarampo

O sarampo pode ser caracterizado pela presença de sintomas como tosse seca, febre alta (39-40ºC), mal-estar, coriza, odinofagia, conjuntivite com lacrimejo, manchas de Koplik, e a característica erupção cutânea (exantema).
Dentre as complicações sequenciais da doença, a mais frequente é a otite média aguda, ocorrendo em cerca de 1 criança em 10. Antes da vacinação, o sarampo contava entre 5 a 10% dos casos de surdez profunda. Atualmente, continua a ser uma causa de surdez profunda em áreas que não têm acesso à vacinação. A surdez decorrente da infecção pelo vírus do sarampo é habitualmente bilateral e simétrica, neurossensorial, moderadamente severa à profunda. No entanto, pode também ser mista, ou de condução.
A suscetibilidade ao vírus do sarampo é geral e a única forma de prevenção é a vacinação. Apenas os lactentes cujas mães já tiveram sarampo ou foram vacinadas possuem, temporariamente, anticorpos transmitidos pela placenta, que conferem imunidade geralmente ao longo do primeiro ano de vida (o que pode interferir na resposta à vacinação). Por ser uma doença potencialmente grave, em gestantes, pode provocar aborto ou parto prematuro.

### Rubéola
A rubéola é uma doença infecto-contagiosa de etiologia viral, caracterizada pela erupção na pele, inflamação das glândulas e dores nas articulações (especialmente nos adultos); transmissível por meio de gotículas de secreções respiratórias dos doentes, urina, líquido amniótico e placenta.

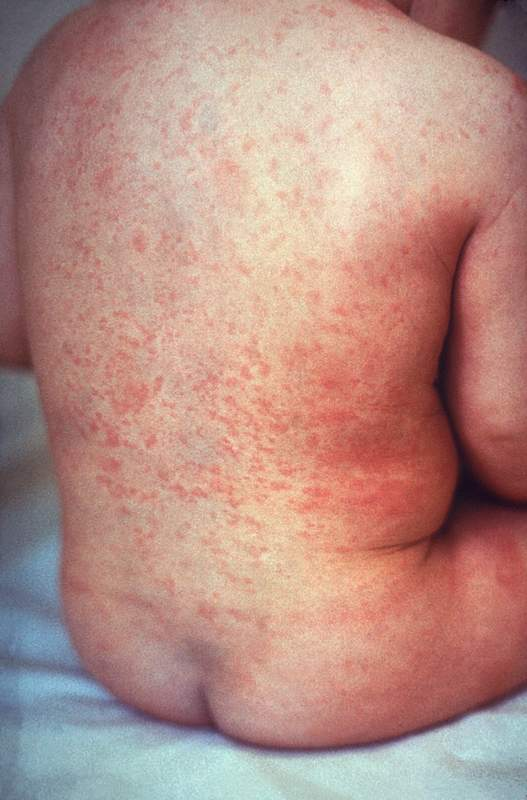
Erupções cutâneas causadas pelo vírus da rubéola nas costas de uma criança.

Atualmente, a doença ainda acomete gestantes; o vírus infecta a placenta e é transmitido para o feto, espalhando-se para múltiplos órgãos e tecidos, sendo que, quanto mais próximo da concepção maior é o dano produzido. O período crítico de aquisição da rubéola é da 4ª a 8ª semana de gestação, época da organogênese e desenvolvimento do sistema auditivo.
A doença é principalmente perigosa em sua forma congênita. Neste contexto, pode ocasionar sequelas irreversíveis no feto como: glaucoma, catarata, malformação cardíaca, retardo no crescimento, surdez entre outras;
A rubéola se apresenta como uma das mais importantes causas pré-natal da deficiência auditiva infantil, sendo responsável por 74,0% das etiologias congênitas. Causa perda auditiva sensorioneural súbita em frequências médias, de intensidade moderada à grave e pode gerar modificações cócleo-saculares, colapso da membrana de Reissner, da stria vascularis, do órgão de Corti e da membrana tectória.